# Boston (Anglaterra)
Boston és un municipi del Regne Unit, situat al comtat de Lincolnshire (Anglaterra) i és la ciutat més gran del districte homònim (Borough of Boston) que es va crear el 1974. L'església d'aquesta ciutat és el seu edifici emblemàtic, per tenir la torre més alta d'Anglaterra, però el centre neuràlgic de la ciutat és el seu port comercial. Als Estats Units d'Amèrica hi ha diverses ciutats anomenades Boston perquè van ser fundades per emigrants d'aquest lloc d'Anglaterra.

## El nom
Es diu que el nom de "Boston" és una contracció de l'expressió "Saint Botolph's town" («la ciutat de sant Botolph»), o d'un terme anterior a "town", "tun" que en anglès antic volia dir «llogaret» o «granja». Això no obstant, la relació entre aquest sant i la ciutat és probablement apòcrifa i el nom devia derivar del nom d'un monestir, dedicat a la seva advocació, o d'una església que el tenia com a patró.

## Geografia
Boston es troba en el límit de la morrena que es va formar en la glaciació Devensiana. El territori municipal està travessat pel riu Witham, a prop del seu desembocament. La ciutat pertany a la regió dels Fens, uns aiguamolls que a Boston es van dessecar parcialment. Actualment se'n conserva una zona humida a la riba de l'estuari anomenat Whash, on hi ha dues reserves naturals: la Frampton Marsh i la Freiston Shore, que són gestionades per la RSPB, una entitat encarregada de protegir hàbitats d'ocells.

## Història
Es creu que un grup de monjos procedents del monestir Icanhoe (Suffolk), on va viure sant Botolph, en van fundar un a prop del riu, però no s'ha conservat cap document que ho demostri. En el Domesday Book, escrit el 1086, no s'esmenta Boston pel seu nom però si alguns indrets del seu territori, llavors sota la jurisdicció del comte Alan Rufus de Bretanya. Si que s'esmenta l'actual barri de Skirbeck, que devia ser on estava el nucli de població anteriorment a la construcció de la ciutat de Boston; tot aquest territori era part d'una opulenta hisenda anomenada Drayton manor, que abans del 1066 va ser propietat de Ralph Staller, el comte d'East Anglia en època d'Eduard el Confessor. Al llibre consta que Skirbeck tenia dues esglésies i és probable que una d'elles fos la dedicada a sant Botolph, al voltant de la qual sorgiria l'actual ciutat.
Boston era, doncs, a diferència d'avui dia, un barri de Skirbeck que el va sobrepassar en importància des del moment en què s'hi va construir un moll a la vora del riu, on tenen accés vaixells provinents de la mar o d'altres parts del riu. Enllaçava el nord amb tres rutes:
- la que seguia la costa,
- la de Sleaford fins a Kesteven, on enllaçava amb el riu Slea,
- la que enllaçava amb Donington.

Sembla que l'any 1014 el riu es va desbordar i des de llavors es va preferir emprar el moll de Boston en substitució del port de Donington.
Després de la conquesta normanda d'Anglaterra, la propietat de Ralph Staller va ser transferida al comte Alan el Roig, que tenia la seu del comtat a Richmond (North Yorkshire). Durant els anys següents Boston va créixer en habitants i en importància i el 1204, el rei Joan sense Terra en tenia el control directe supervisat per un batlle. Aquest any o el següent va imposar una taxa del 6,67% sobre les mercaderies els ports a tot el país: a Boston pagaven 780 lliures, el preu més alt després del de Londres, que era de 836 lliures. En arribar el segle xiii hi havia un comerç consolidat amb altres ports d'Europa i formava part de la lliga Hanseàtica. El rei Eduard III li va concedir dret d'emmagatzematge l'any 1369, per la gran quantitat de llana que s'exportava. Altres matèries amb què comerciava eren: la sal produïda a Holland (Lincolnshire), cereal procedent de les terres més amunt del riu i plom de les mines de Derbyshire, que era transportat des de Lincoln.

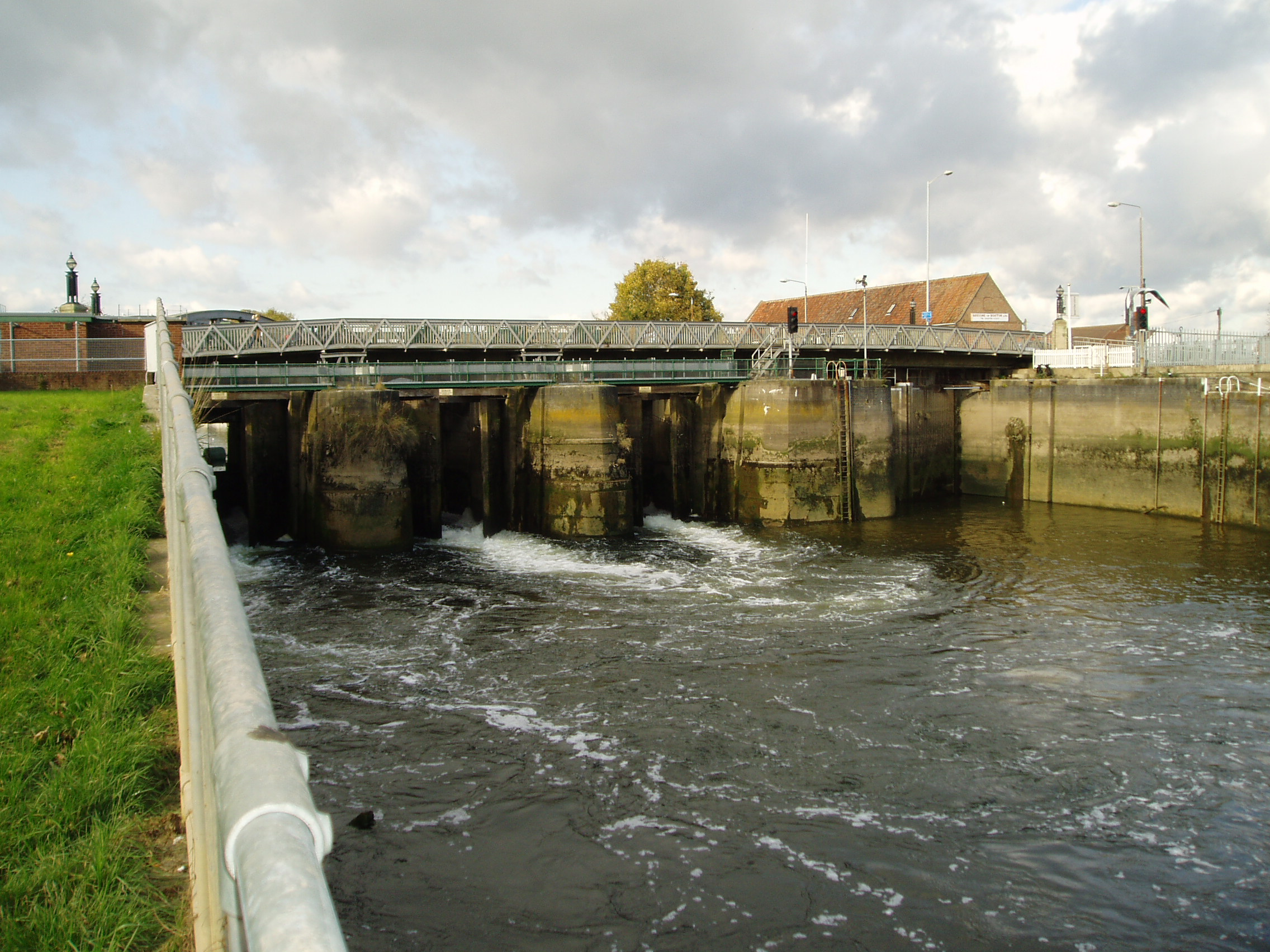
Pont del port de Boston.

El 1470, una disputa entre els mercaders locals i els forans va fer que Boston sortís de la lliga Hanseàtica. Al mateix temps, la pèrdua de força de les associacions gremials (guilds) i la tendència a produir al país teixits de llana en lloc d'exportar la matèria primera per fer-los, van causar el declivi del port de Boston.
El port de Boston va ser en els segles següents una arribada d'influències exteriors, per exemple el calvinisme, al qual molts bostonians s'hi van convertir. El 1607 un grup de calvinistes de Nottinghamshire cabdillats per William Brewster i William Bradford van voler fugir als Països Baixos pel port de Boston, on esperaven trobar major llibertat religiosa, però van ser traïts pel capità del vaixell que havien llogat i van ser empresonats. Alguns van ser alliberats i van aconseguir marxar l'any següent a Leiden i més tard es van embarcar en el Mayflower cap a Amèrica.
Boston va continuar sent un centre de dissensió religiosa. El 1612, John Cotton, vicari de l'església de sant Botolph, era famós pels seus sermons en què encoratjava els inconformistes a emigrar cap a Amèrica a fundar una nova Boston mitjançant la Colònia de la Massachusetts Bay Company. Finalment ell també va marxar, el 1633.
Poc després es van iniciar els treballs de drenatge per assecar la zona oest de Boston, cosa que va alarmar a alguns habitants, ja que veien perillar el seu mitjà de subsistència, per exemple els caçadors d'aus que ja hi no niuarien (amb les plomes de les quals hi havia una pròspera industria de coixins). Aprofitant la guerra civil el 1642, el principal defensor de la proposta d'assecar el territori, lordLinsey va ser assassinat. Tanmateix, al segle xvii els Fens de Boston van ser assecats completament; part de les terres es van fer servir per ampliar el port i la major part van esdevenir fèrtils conreus de cereals.
Al segle xix es van crear dues empreses de fabricació de motors de vapor per a trens i vaixells: la Howden i la Tuxfod. El 1848 es va construir una estació de ferrocarril que enllaçava amb Londres. El 1884 es va construir al port una nova dàrsena amb magatzems que va revifar la seva activitat.
Durant la primera guerra mundial molts pescadors de Boston i altres de Grimsby van ser capturats quan els alemanys van enfondre els seus vaixells de pesca, les seves famílies no van saber el que havia passat fins al setembre del 1914. Van estar en un camp de presos a Sennelager i a Ruhleben fins que els van repatriar el 1918. Durant el conflicte, el port de Boston va ser el punt d'arribada de vaixells hospital.
El 1910 es va obrir el primer cinema i la ciutat va ser emprada com a escenari durant la Segona Guerra Mundial fent veure que era una ciutat dels Països Baixos. El 1913 es va construir un nou pont sobre el riu. En aquest conflicte van morir 17 ciutadans a causa dels atacs aeris.

## Demografia
Segons un reportatge del diari The Sun, publicat el 2008, Boston té el nombre d'immigrants per capita més gran de tot el Regne Unit, això suposa que un quart de la població són immigrants.
Segons el cens del 2001, hi havia 35.124 habitants, el 48,2% homes i el 51,8% dones. Els nens menors e cinc anys eren el 5% mentre que el 23% eren persones jubilades, una tendència cap a l'envelliment. En el cens del 2011 el districte Borough of Boston tenia 64.600 habitants, dels quals el 15% havien nascut fora del Regne Unit i l'11% tenien avantpassats en algun país de la Unió Europea (2001-2011), principalment Polònia i Lituània.

## Economia
L'economia de Boston es fonamenta principalment en cinc aspectes: la indústria relacionada amb el sector alimentari, sobretot les patates; el transport per carretera relacionat amb la distribució d'aliments; el port de la ciutat que tragina més d'un milió de tones de mercaderies a l'any, entre les quals destaca la importació d'acer i fusta i l'exportació de cereal; el cultiu de marisc i finalment el turisme. Del port surten trens diaris que enllacen amb Washwood Heath l'estació de Birmingham, a més del que es transporta per carretera per l'A16 i l'A52.
Boston té dues publicacions setmanals de notícies: el Boston Standard i el Boston Target, més una emissora de ràdio anomenada Endeavour Radio.
Cada dimecres i dissabte es fa mercat en un espai que és el mercat a l'aire lliure més gran d'Anglaterra. Els dimecres en la zona anomenada Bargate Green es fan subhastes. La Fira de Maig, que se celebra des del 1125 cada any la primera setmana de maig, és una important activitat comercial.

## Agermanaments
Boston té relacions d'agermanament amb:
- Laval (Mayenne) (França)
- Boston (Massachusetts) (EUA)
- Hakusan (Japó)

## Llocs d'interès

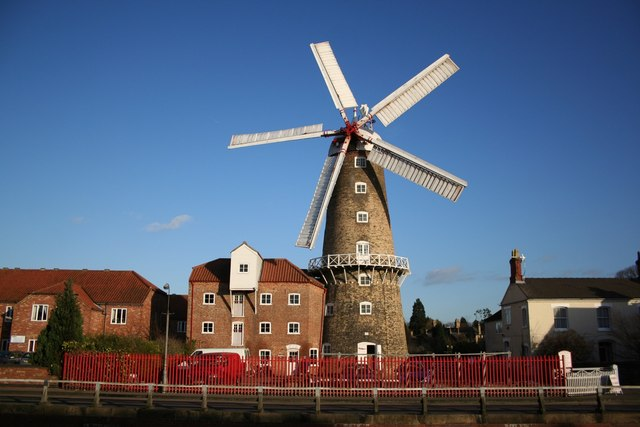
Molí Maud Foster.

- L'església de sant Botolph, anomenada localment The Stump («el monyó») per la seva torre que dona llum als 52 reclinatoris de l'interior.
- La gran resclosa (Grand Sluice) que s'obre dos cops al dia per mantenir el nivell del riu apte per al funcionament del port.
- Un dels ponts, l'anomenat Town Bridge, el més antic.
- L'estàtua de Herbert Ingram, fundador del  The Illustrated London News, obra de l'escultor Alexander Munro, en homenatge a la construcció de la primera font pública de la ciutat.
- El molí de vent de set pisos Maud Foster, construït el 1819.
- El monument en memòria als que van emigrar per motius de religió (Pilgrim Fathers Memorial).
- La sala d'art Blackfriars, situada en el que va ser el refectori d'un monestir benedictí.